# Континентальный кубок IAAF 2018
3-й Континентальный кубок IAAF, международный турнир по лёгкой атлетике среди команд 4 континентов, прошёл 8—9 сентября 2018 года на Городском стадионе в Остраве (Чехия). Для участия в соревнованиях были сформированы четыре континентальные команды: Европа, Америка, Африка и Азия+Океания. На протяжении двух дней участники боролись за общую командную победу по итогам 37 легкоатлетических дисциплин.
Континентальный кубок IAAF 2018 года стал последним в истории. World Athletics отказалась от проведения турнира в марте 2020 года. Комментируя это решение, международная федерация указала на то, что, так как чемпионаты мира проводятся раз в 2 года, острая необходимость в Континентальном кубке отсутствует.

## Формат
Сборные были сформированы на основании рейтинга сезона и по итогам чемпионатов Европы, Африки и других региональных турниров 2018 года.
По сравнению с предыдущим розыгрышем из программы Кубка был исключён бег на 5000 метров, а вместо двух эстафет 4×400 метров (мужской и женской) была проведена одна, смешанная.
В каждой из проводимых дисциплин могли выступить не более двух человек от команды.
Команда-победитель определялась по наибольшей сумме очков. В отличие от предыдущих розыгрышей, очки сборным в каждой дисциплине приносили не индивидуальные выступления двух спортсменов, а их совместный рейтинг. Все участники получали очки в соответствии с занятым местом (от 8 за первое до 1 за последнее), затем вычислялась сумма по каждой команде, после чего сборная с наибольшей суммой получала 8 очков в зачёт, а следующие — в порядке убывания 6, 4 и 2 очка. Система оценки эстафет была аналогична (8-6-4-2 в зависимости от занятого командой места).
Порядок этапов в смешанной эстафете не был фиксированным: каждая сборная могла расставить двух мужчин и двух женщин в произвольном порядке.
В прыжке в длину, тройном прыжке и метаниях каждый участник совершал по три попытки, право на четвёртую попытку получали лучшие в своей команде, два лучших спортсмена по итогам четвёртой попытки совершали пятую (заключительную).
Бег на 3000 метров и 3000 метров с препятствиями проводился с выбыванием. На промежуточных отметках (за 4, 3, 2 и 1 круг до финиша) участники, бегущие последними, снимались с дистанции. Уйти на финишный круг и закончить дистанцию могли только четыре спортсмена.
Каждой сборной был назначен капитан из числа известных легкоатлетов прошлого: Колин Джексон (Европа), Майк Пауэлл (Америка), Неза Бидуан (Африка) и Яна Питтмен (Азия и Океания). Они влияли на результаты соревнований путём выбора «джокеров» — по одному мужскому и женскому виду в каждый из двух дней соревнований. Если команда занимала первое место в выбранной капитаном дисциплине, то её очки за этот вид удваивались.

## Итоги соревнований
Главный приз соревнований во второй раз достался сборной Америки. Её основной соперник, команда Европы, не смогла навязать борьбу по ходу двух дней турнира. Легкоатлеты Старого Света выиграли всего 5 индивидуальных дисциплин, что стало худшим результатом среди всех четырёх сборных (Америка выиграла 18 видов, Африка — 8, Азия и Океания — 6). Редкие поражения в своей карьере потерпели признанные лидеры лёгкой атлетики Сандра Перкович и Анита Влодарчик. Однако благодаря высокому среднему уровню выступлений Европа заняла второе место. Третье призовое место впервые досталось легкоатлетам Азии и Океании.
На Континентальном кубке 2018 года было улучшено четыре рекорда соревнований и ещё один повторён. В женском прыжке с шестом новое достижение установили сразу три участницы, показавшие одинаковый результат 4,85 м — Анжелика Сидорова, Екатерини Стефаниди и Сэнди Моррис. По дополнительным показателям первое место досталось Сидоровой. Сифан Хассан из Нидерландов одержала уверенную победу в беге на 3000 метров с новым национальным рекордом — 8.27,50. Рекордсменка мира Беатрис Чепкоеч не имела себе равных в стипль-чезе (9.07,92). Американка Дианна Прайс благодаря рекорду соревнований (75,46 м) смогла обыграть главного фаворита в женском метании молота Аниту Влодарчик.
Катарец Абдеррахман Самба в девятый раз в сезоне пробежал 400 метров с барьерами быстрее 48 секунд (47,37, повторение рекорда Кубка). Ранее в 2018 году он показал на этой дистанции второй результат в мировой истории — 46,98.
Катрин Ибаргуэн из Колумбии сделала победный дубль, став лучшей в прыжке в длину и тройном прыжке. На счету Шоны Миллер-Уйбо оказалось три победы: в беге на 200 метров, эстафете 4×100 метров и смешанной эстафете 4×400 метров.
Кастер Семеня из ЮАР стала второй в беге на 400 метров с новым рекордом страны (49,62), а на следующий день показала восьмой результат в истории женского бега на 800 метров — 1.54,77.
Несколько сильных африканских бегунов оказались не готовы к формату бега с выбыванием. На промежуточных финишах из борьбы выбыли призёр чемпионата мира 2017 года марокканец Суфиан Эль-Баккали (3000 метров с препятствиями), чемпион мира среди юниоров кениец Эдвард Закайо, а также Гетанех Молла из Эфиопии (3000 метров).

## Командное первенство
| Место | Команда        | Очки |
| ----- | -------------- | ---- |
| 1     | Америка        | 262  |
| 2     | Европа         | 233  |
| 3     | Азия и Океания | 188  |
| 4     | Африка         | 142  |

## Результаты

### Сильнейшие в отдельных видах — мужчины
Сокращения: WR — мировой рекорд | AR — рекорд континента | NR — национальный рекорд | CR — рекорд Континентального кубка

В технических видах в скобках указаны результаты, по которым шло распределение мест. Для первого и второго места — результат пятой попытки, для третьего места — результат четвёртой попытки

| Дисциплина                          | 1-е место                                                   | 1-е место                    | 2-е место                                                        | 2-е место                       | 3-е место                                                     | 3-е место                    |
| ----------------------------------- | ----------------------------------------------------------- | ---------------------------- | ---------------------------------------------------------------- | ------------------------------- | ------------------------------------------------------------- | ---------------------------- |
| 100 м (ветер: 0,0 м/с)              | Ноа Лайлс · Америка/ США                                    | 10,01                        | Су Бинтянь · Азия-Океания/ Китай                                 | 10,03                           | Акани Симбине · Африка/ ЮАР                                   | 10,11                        |
| 200 м (ветер: −1,6 м/с)             | Алонсо Эдвард · Америка/ Панама                             | 20,19                        | Рамиль Гулиев · Европа/ Турция                                   | 20,28                           | Алекс Киньонес · Америка/ Эквадор                             | 20,36                        |
| 400 м                               | Абдалелах Харун · Азия-Океания/ Катар                       | 44,72                        | Баболоки Тебе · Африка/ Ботсвана                                 | 45,10                           | Натан Стротер · Америка/ США                                  | 45,28                        |
| 800 м                               | Эммануэль Корир · Африка/ Кения                             | 1.46,50                      | Клейтон Мёрфи · Америка/ США                                     | 1.46,77                         | Найджел Амос · Африка/ Ботсвана                               | 1.46,77                      |
| 1500 м                              | Элайджа Манангои · Африка/ Кения                            | 3.40,00                      | Марцин Левандовский · Европа/ Польша                             | 3.40,42                         | Якоб Ингебригтсен · Европа/ Норвегия                          | 3.40,80                      |
| 3000 м                              | Пол Челимо · Америка/ США                                   | 7.57,13                      | Мохаммед Ахмед · Америка/ Канада                                 | 7.57,99                         | Хенрик Ингебригтсен · Европа/ Норвегия                        | 7.58,85                      |
| 3000 м с препятствиями              | Консеслус Кипруто · Африка/ Кения                           | 8.22,55                      | Мэттью Хьюз · Америка/ Канада                                    | 8.29,70                         | Йоханес Кьяппинелли · Европа/ Италия                          | 8.32,89                      |
| 110 м с барьерами (ветер: +0,9 м/с) | Сергей Шубенков Европа/Нейтральный атлет                    | 13,03                        | Рональд Леви · Америка/ Ямайка                                   | 13,12                           | Паскаль Мартино-Лагард · Европа/ Франция                      | 13,31                        |
| 400 м с барьерами                   | Абдеррахман Самба · Азия-Океания/ Катар                     | 47,37 =CR                    | Аннсерт Уайт · Америка/ Ямайка                                   | 48,46                           | Карстен Вархольм · Европа/ Норвегия                           | 48,56                        |
| Прыжок в высоту                     | Дональд Томас · Америка/ Багамские Острова                  | 2,30 м                       | Брэндон Старк · Азия-Океания/ Австралия                          | 2,30 м                          | Максим Недосеков · Европа/ Беларусь                           | 2,27 м                       |
| Прыжок с шестом                     | Сэм Кендрикс · Америка/ США                                 | 5,85 м                       | Рено Лавиллени · Европа/ Франция                                 | 5,80 м                          | Шонеси Барбер · Америка/ Канада                               | 5,65 м                       |
| Прыжок в длину                      | Рушвал Самааи · Африка/ ЮАР                                 | 8,16 м (+0,2 м/с) (8,10 м)   | Милтиадис Тентоглу · Европа/ Греция                              | 8,00 м (−0,4 м/с) (7,92 м)      | Джефф Хендерсон · Америка/ США                                | 7,98 м (+0,8 м/с) (7,90 м)   |
| Тройной прыжок                      | Кристиан Тейлор · Америка/ США                              | 17,59 м (−1,9 м/с) (17,31 м) | Юг Фабрис Занго · Африка/ Буркина-Фасо                           | 17,02 м (−1,4 м/с) NR (16,46 м) | Арпиндер Сингх · Азия-Океания/ Индия                          | 16,59 м (+1,0 м/с) (16,33 м) |
| Толкание ядра                       | Дарлан Романи · Америка/ Бразилия                           | 21,89 м (21,68 м)            | Томас Уолш · Азия-Океания/ Новая Зеландия                        | 21,43 м (21,43 м)               | Михал Харатык · Европа/ Польша                                | 21,36 м (20,77 м)            |
| Метание диска                       | Федрик Дакрес · Америка/ Ямайка                             | 67,97 м (67,97 м)            | Мэттью Денни · Азия-Океания/ Австралия                           | 63,99 м (54,53 м)               | Андрюс Гуджюс · Европа/ Литва                                 | 66,95 м (x)                  |
| Метание молота                      | Дильшод Назаров · Азия-Океания/ Таджикистан                 | 77,34 м (77,34 м)            | Мостафа Эль-Гамель · Африка/ Египет                              | 74,22 м (74,22 м)               | Бенце Халас · Европа/ Венгрия                                 | 74,80 м (74,16 м)            |
| Метание копья                       | Томас Рёлер · Европа/ Германия                              | 87,07 м (87,07 м)            | Чэн Чао-Цунь Азия-Океания/ Китайский Тайбэй                      | 83,28 м (81,81 м)               | Андерсон Питерс · Америка/ Гренада                            | 80,86 м (78,42 м)            |
| Эстафета 4×100 м                    | Америка Майк Роджерс Ноа Лайлс Йохан Блейк Тайкуэндо Трейси | 38,05                        | Европа Эмре Барнс Жак Али Харви Игитджан Хекимоглу Рамиль Гулиев | 38,96                           | Азия-Океания Трей Уильямс Джозеф Миллар Чун Чинсу Джейк Доран | 39,55                        |

### Сильнейшие в отдельных видах — женщины
| Дисциплина                          | 1-е место                                                            | 1-е место                     | 2-е место                                                              | 2-е место                  | 3-е место                                            | 3-е место                   |
| ----------------------------------- | -------------------------------------------------------------------- | ----------------------------- | ---------------------------------------------------------------------- | -------------------------- | ---------------------------------------------------- | --------------------------- |
| 100 м (ветер: −0,4 м/с)             | Мари-Жозе Та Лу · Африка/ Кот-д’Ивуар                                | 11,14                         | Дина Эшер-Смит · Европа/ Великобритания                                | 11,16                      | Дженна Прандини · Америка/ США                       | 11,21                       |
| 200 м (ветер: +0,1 м/с)             | Шона Миллер-Уйбо · Америка/ Багамские Острова                        | 22,16                         | Дафне Схипперс · Европа/ Нидерланды                                    | 22,28                      | Мари-Жозе Та Лу · Африка/ Кот-д’Ивуар                | 22,61                       |
| 400 м                               | Сальва Эйд Насер · Азия-Океания/ Бахрейн                             | 49,32                         | Кастер Семеня · Африка/ ЮАР                                            | 49,62 NR                   | Стефени Энн Макферсон · Америка/ Ямайка              | 50,82                       |
| 800 м                               | Кастер Семеня · Африка/ ЮАР                                          | 1.54,77                       | Эджи Уилсон · Америка/ США                                             | 1.57,16                    | Натойя Гуль · Америка/ Ямайка                        | 1.57,36                     |
| 1500 м                              | Винни Чебет · Африка/ Кения                                          | 4.16,01                       | Шелби Хулихан · Америка/ США                                           | 4.16,36                    | Рабабе Арафи · Африка/ Марокко                       | 4.17,19                     |
| 3000 м                              | Сифан Хассан · Европа/ Нидерланды                                    | 8.27,50 NR CR                 | Сенбере Тефери · Африка/ Эфиопия                                       | 8.32,49                    | Хеллен Обири · Африка/ Кения                         | 8.36,20                     |
| 3000 м с препятствиями              | Беатрис Чепкоеч · Африка/ Кения                                      | 9.07,92 CR                    | Кортни Фрерикс · Америка/ США                                          | 9.15,22                    | Уинфред Яви · Азия-Океания/ Бахрейн                  | 9.17,86                     |
| 100 м с барьерами (ветер: −0,1 м/с) | Даниэль Уильямс · Америка/ Ямайка                                    | 12,49                         | Кендра Харрисон · Америка/ США                                         | 12,52                      | Памела Дуткевич · Европа/ Германия                   | 12,82                       |
| 400 м с барьерами                   | Джанив Расселл · Америка/ Ямайка                                     | 53,62                         | Шамир Литтл · Америка/ США                                             | 53,86                      | Анна Рыжикова · Европа/ Украина                      | 54,47                       |
| Прыжок в высоту                     | Мария Ласицкене Европа/Нейтральный атлет                             | 2,00 м                        | Светлана Радзивил · Азия-Океания/ Узбекистан                           | 1,95 м                     | Леверн Спенсер · Америка/ Сент-Люсия                 | 1,93 м                      |
| Прыжок с шестом                     | Анжелика Сидорова Европа/Нейтральный атлет                           | 4,85 м CR                     | Екатерини Стефаниди · Европа/ Греция                                   | 4,85 м CR                  | Сэнди Моррис · Америка/ США                          | 4,85 м CR                   |
| Прыжок в длину                      | Катрин Ибаргуэн · Америка/ Колумбия                                  | 6,93 м (+0,8 м/с) NR (6,93 м) | Брук Стрэттон · Азия-Океания/ Австралия                                | 6,71 м (+0,8 м/с) (6,52 м) | Малайка Михамбо · Европа/ Германия                   | 6,86 м (+0,1 м/с) (6,58 м)  |
| Тройной прыжок                      | Катрин Ибаргуэн · Америка/ Колумбия                                  | 14,76 м (−0,9 м/с) (14,54 м)  | Ольга Рыпакова · Азия-Океания/ Казахстан                               | 14,26 м (+0,2 м/с) (x)     | Параскеви Папахристу · Европа/ Греция                | 14,22 м (0,0 м/с) (14,22 м) |
| Толкание ядра                       | Гун Лицзяо · Азия-Океания/ Китай                                     | 19,63 м (19,25 м)             | Рейвен Саундерс · Америка/ США                                         | 19,74 м (18,39 м)          | Кристина Шваниц · Европа/ Германия                   | 19,73 м (19,07 м)           |
| Метание диска                       | Яйме Перес · Америка/ Куба                                           | 65,30 м (65,30 м)             | Сандра Перкович · Европа/ Хорватия                                     | 68,44 м (x)                | Чэнь Ян · Азия-Океания/ Китай                        | 63,34 м (61,63 м)           |
| Метание молота                      | Дианна Прайс · Америка/ США                                          | 75,46 м CR (75,46 м)          | Анита Влодарчик · Европа/ Польша                                       | 73,45 м (73,20 м)          | Ло На · Азия-Океания/ Китай                          | 67,39 м (67,00 м)           |
| Метание копья                       | Люй Хуэйхуэй · Азия-Океания/ Китай                                   | 63,88 м (57,88 м)             | Кристин Хуссонг · Европа/ Германия                                     | 62,96 м (55,05 м)          | Кара Уингер · Америка/ США                           | 60,38 м (60,38 м)           |
| Эстафета 4×100 м                    | Америка Анхела Тенорио Шона Миллер-Уйбо Дженна Прандини Витория Роза | 42,11                         | Европа Кристал Авуа Имани-Лара Лансиквот Бьянка Уильямс Дина Эшер-Смит | 42,55                      | Азия-Океания Кун Линвэй Вэй Юнли Гэ Маньци Юань Цици | 42,93                       |

### Сильнейшие в отдельных видах — смешанная эстафета
| Дисциплина       | 1-е место                                                                                     | 1-е место | 2-е место                                                                         | 2-е место | 3-е место                                                                            | 3-е место |
| ---------------- | --------------------------------------------------------------------------------------------- | --------- | --------------------------------------------------------------------------------- | --------- | ------------------------------------------------------------------------------------ | --------- |
| Эстафета 4×400 м | Америка Кристиан Тейлор (м) Лугелин Сантос (м) Стефени Энн Макферсон (ж) Шона Миллер-Уйбо (ж) | 3.13,01   | Африка Кристин Ботлогетсве (ж) Чиди Окези (м) Кастер Семеня (ж) Баболоки Тебе (м) | 3.16,19   | Азия-Океания Стивен Соломон (м) Маррей Гудвин (м) Аннелиз Руби (ж) Элла Коннолли (ж) | 3.18,55   |